# ГЕС Кьявенна
ГЕС Кьявенна (італ. CENTRALE CHIAVENNA) — гідроелектростанція на півночі Італії. Використовує ресурс із верхів'ях річки Мера (права притока Адди, що через По належить до басейну Адріатичного моря), яка на цій ділянці дренує північний схил хребта Брегалья (Bregaglia) та південний схил хребта Oberhalbstein Alps. Знаходиться між швейцарською ГЕС Кастасегна (вище за течією) та ГЕС Прата.
Ресурс для роботи станції відводиться із водосховища, створеного на Мері за допомогою греблі із двома водопропускними шлюзами. Вода транспортується по тунелю до підземного машинного залу, розташованого біля селища К'явенна (7,5 км від греблі).
Введена в експлуатацію у 1949 році, станція пройшла модернізацію у 2011-му. Наразі машинний зал обладнано трьома турбінами типу Френсіс загальною потужністю 66,9 МВт, які при напорі у 329,8 метра забезпечують виробництво 215 млн кВт·год електроенергії на рік.
Відпрацьована вода відводиться у канал, що веде на ГЕС Прата.